# Kalpouregan
Kalpouregan (auch: Kalpourgan) ist ein Dorf im Zentralbezirk Saravan in der Provinz Sistan und Belutschistan im Iran. Es liegt etwa 25 Kilometer südöstlich von Saravan und rund 350 Kilometer südlich von Zahedan. Das Dorf ist weithin bekannt für seine jahrtausendealten Töpfer- und Sticktraditionen, die über Generationen hinweg bewahrt wurden.

## Geschichte und Töpfertradition
In ihrem Buch über persisches Kunsthandwerk schreiben Jay und Sumi Gluck, dass die Töpferei „vor fast 10.000 Jahren erstmals auftritt und offenbar von Frauen erfunden wurde“. In Bezug auf das Alter weist die Keramik aus Kalpouregan eine enge stilistische und technische Verwandtschaft mit Funden aus dem 5. bis 3. Jahrtausend v. Chr. auf, die an zahlreichen Ausgrabungsstätten in Sistan und Belutschistan sowie in der benachbarten Provinz Kerman entdeckt wurden.
Die Tradition, dass Frauen dieses Handwerk anführen, hat sich in Kalpouregan bis heute erhalten. Während Frauen, die töpfern, auch in anderen Regionen der Welt anzutreffen sind, hebt Gluck Kalpouregan als eines der drei ältesten authentischen Töpfereizentren hervor, in denen belutschische Frauen seit Jahrtausenden im Zentrum dieses Handwerks stehen.
Basierend auf Glucks Beobachtungen lässt sich mit einiger Sicherheit sagen, dass die heute in Kalpouregan angewandten Techniken nahezu identisch mit denen sind, die bereits vor Tausenden von Jahren genutzt wurden. Dieses überlieferte Handwerk wurde über Generationen hinweg weitergegeben, wobei Techniken und Materialien weitgehend unverändert blieben.
Die Kalpouregan-Keramik wird vollständig von Hand hergestellt, unter Verwendung einfacher, lokal beschaffter Werkzeuge und ohne Einsatz einer Töpferscheibe. Sie wird ausschließlich von belutschischen Frauen gefertigt, die die Gefäße mit traditionellen Techniken und natürlichen Materialien formen.
Ebenso wurden die Muster der Kalpouregan-Keramik über Generationen hinweg weitergegeben und sind tief in den künstlerischen Traditionen des Dorfes verwurzelt. Sie entstehen frei aus dem Gedächtnis, ohne vorgegebene Vorlagen, und tragen wesentlich zur Bewahrung des einzigartigen Töpfererbes von Kalpouregan bei, das weiterhin ein integraler Bestandteil der lokalen Kultur ist.

## Merkmale der Kalpouregan-Keramik
Die handgefertigte Keramik und alle damit verbundenen, aufwendigen Arbeitsschritte werden ausschließlich von belutschischen Frauen ausgeführt. Männer helfen in der Regel nur bei unterstützenden Tätigkeiten, wie dem Transport des Tons aus den etwa zwei bis drei Kilometer entfernten Moshkutak-Bergen, der Vorbereitung des Tons sowie dem Brennvorgang.
Nach der Beobachtung des gesamten Prozesses vor Ort schreibt Gluck: 

„„Ein harter Ton in steinartigen Klumpen wird zerkleinert, gesiebt und mit der doppelten Menge eines weichen Tons vermischt. Es wird Wasser hinzugegeben, und der Ton über Nacht stehen gelassen. Eine Reinigung oder Sedimentierung scheint nicht stattzufinden – genau wie bei bemalter neolithischer und chalkolithischer Keramik. Die Frau benutzt ein flaches Holzbrett oder eine etwa dreißig Zentimeter große Tonschale als primitive Drehscheibe. Sie legt zunächst ein Tuch darauf, fügt einen Tonklumpen hinzu und beginnt mit dem Formen. Kleinere Stücke können aus einem einzigen Klumpen geformt werden; bei größeren Gefäßen wird der Boden geglättet und anschließend die Wand durch das Anklopfen von Tonschichten aufgebaut. Ein einfacher Holzspatel wird verwendet, um größere Flächen zu glätten oder überschüssiges Material zu entfernen. Manche nutzen heute auch Metall, z. B. den Deckel einer Konservendose. Das Gefäß wird anschließend vom Tuch gelöst, umgedreht und erneut abgeschabt. Der Boden wird so bearbeitet, dass ein leicht konkaver Ring zwischen dem äußeren Rand und dem konvexen Zentrum entsteht. Danach wird es zum Trocknen in die Sonne gestellt – zwei Tage im Sommer, vier im Winter – kräftig mit einem feuchten Tuch gerieben und mit einem weichen Stein, dem sogenannten sovinuk, poliert. Jede Frau stellt etwa vierzig bis fünfzig Stücke her, die nach dem Trocknen in mit Matten aus Zwergfächerpalmen bedeckten Hütten gelagert werden, um eine Übertrocknung zu vermeiden.““

Die Muster und Motive der Kalpouregan-Keramik sind ausschließlich geometrisch und von prähistorischen Designs inspiriert. Diese Verzierungen bestehen aus abstrakten Symbolen, die über Generationen hinweg überliefert wurden und die spirituellen sowie kulturellen Vorstellungen der Kunsthandwerkerinnen widerspiegeln. Viele der Motive ähneln jenen der prähistorischen und frühgeschichtlichen Keramik und verdeutlichen die enge Verbindung zu einer jahrtausendealten künstlerischen Tradition.
Im Gegensatz zur modernen Keramik ist die Kalpouregan-Keramik unglasiert. Stattdessen verwenden die Kunsthandwerkerinnen den sogenannten Tituk-Stein zur Verzierung und Bemalung. Dieser manganhaltige Stein stammt aus der nahegelegenen Region Tappeh Achar und erzeugt braune bis schwarze Farbtöne, die der Kalpouregan-Keramik ihr charakteristisches Erscheinungsbild verleihen.
Ein weiteres besonderes Merkmal der Kalpouregan-Keramik ist die Haltbarkeit ihrer Henkel. Im Gegensatz zu moderner Keramik, bei der Henkel oft zerbrechlich sind, sind die Henkel der Kalpouregan-Keramik robuster und brechen meist später als andere Teile des Gefäßes.

## Kalpouregan Living Pottery Museum
Das Kalpouregan Living Pottery Museum gilt als das einzige lebendige Töpfereimuseum der Welt, das eine uralte Tradition präsentiert, die bis in die moderne Zeit fortbesteht. Das Museum stellt die einzigartigen Methoden der lokalen Kunsthandwerkerinnen heraus und zieht damit weltweite Aufmerksamkeit auf seine historische und kulturelle Bedeutung.
Im Jahr 2017 wurde Kalpouregan vom World Crafts Council (WCC) als „lebendes Töpfermuseum“ anerkannt, eine Auszeichnung, die die Rolle des Dorfes bei der Bewahrung traditioneller Töpfertechniken würdigt. Diese Anerkennung trug dazu bei, das internationale Bewusstsein für die einzigartigen Töpfertraditionen des Dorfes zu stärken und somit den Fortbestand seines kulturellen Erbes zu sichern.

## Weiterführende Literatur
- Sorainen, Elina (2006). A Wave, a Chain, and a Dategrove: "Living Museum" as a Protector of the Women Potters' Tradition in an Iranian Village. Übersetzt von Shahriar Khonsari, herausgegeben von Fatemeh Khonsari. Doktorarbeit, Universität für Kunst und Design Helsinki, Finnland.